# Gustav von Rauch

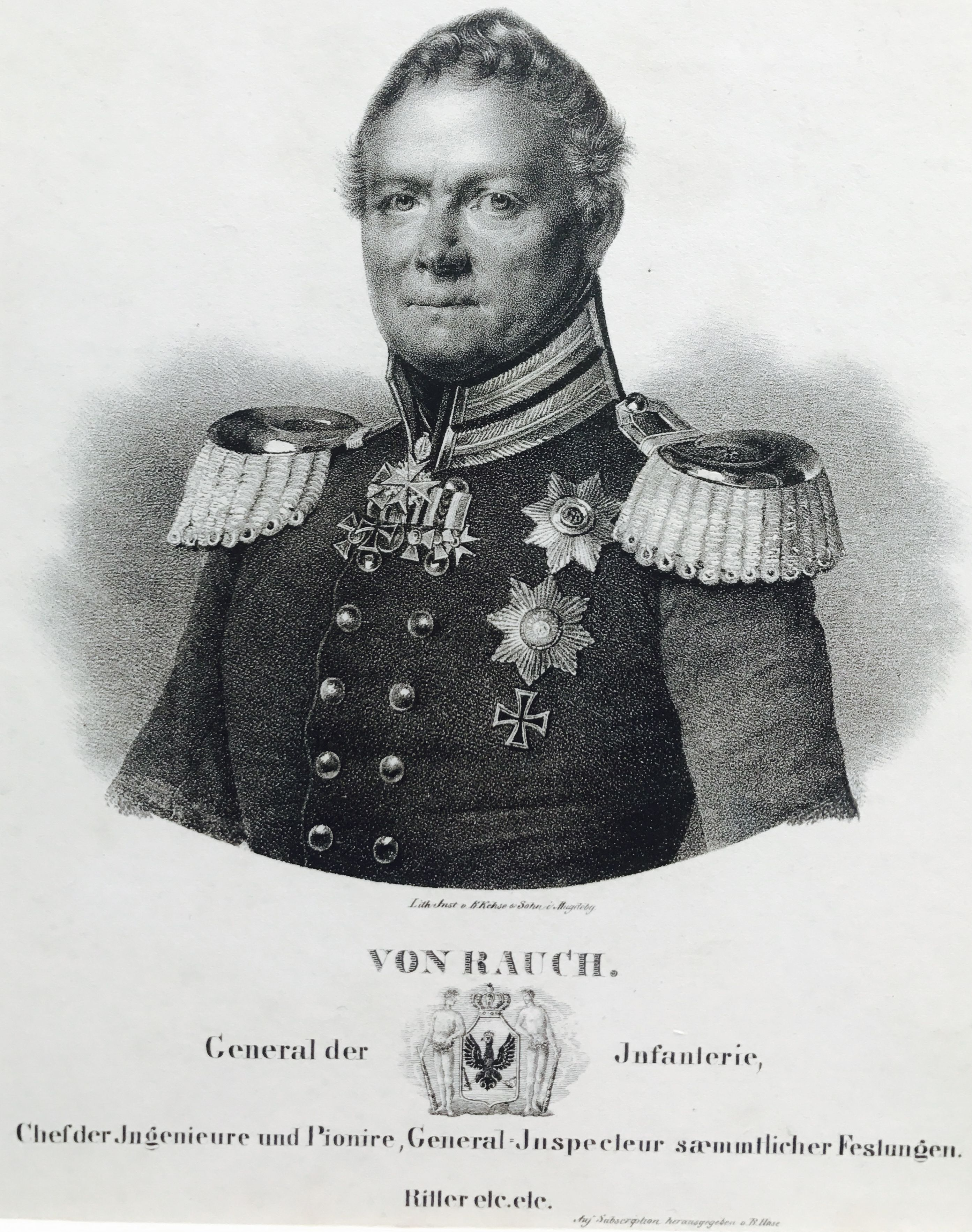
Gustav von Rauch, litografía después de un dibujo por Franz Krüger (c. 1830)

Johann Justus Georg Gustav von Rauch (1 de abril de 1774, en Braunschweig - 2 de abril de 1841, en Berlín) fue un general de infantería y Ministro de Guerra prusiano entre 1837 y 1841.

## Biografía
Gustav von Rauch era el hijo mayor del mayor general prusiano Bonaventura von Rauch (1740-1814) y de su esposa Johanna, nacida Bandel (1752-1828).
Como estrecho colaborador del General Gerhard von Scharnhorst, Rauch pertenecía al círculo de los reformadores del ejército prusiano. Fue asociado con la reforma del sistema de educación militar, el posterior desarrollo de las fortificaciones prusianas y la reorganización de los sistemas de ingeniería y pioneros. Rauch impulsó el desarrollo de la Armada Prusiana y estableció las primeras compañías médicas en el ejército prusiano. Fue Jefe de Estado Mayor entre 1812-1813 e inspector general de todas las fortalezas y Jefe del Cuerpo de Ingenieros entre 1814-1837. Fue nombrado el 16.º ciudadano honorario de Berlín.

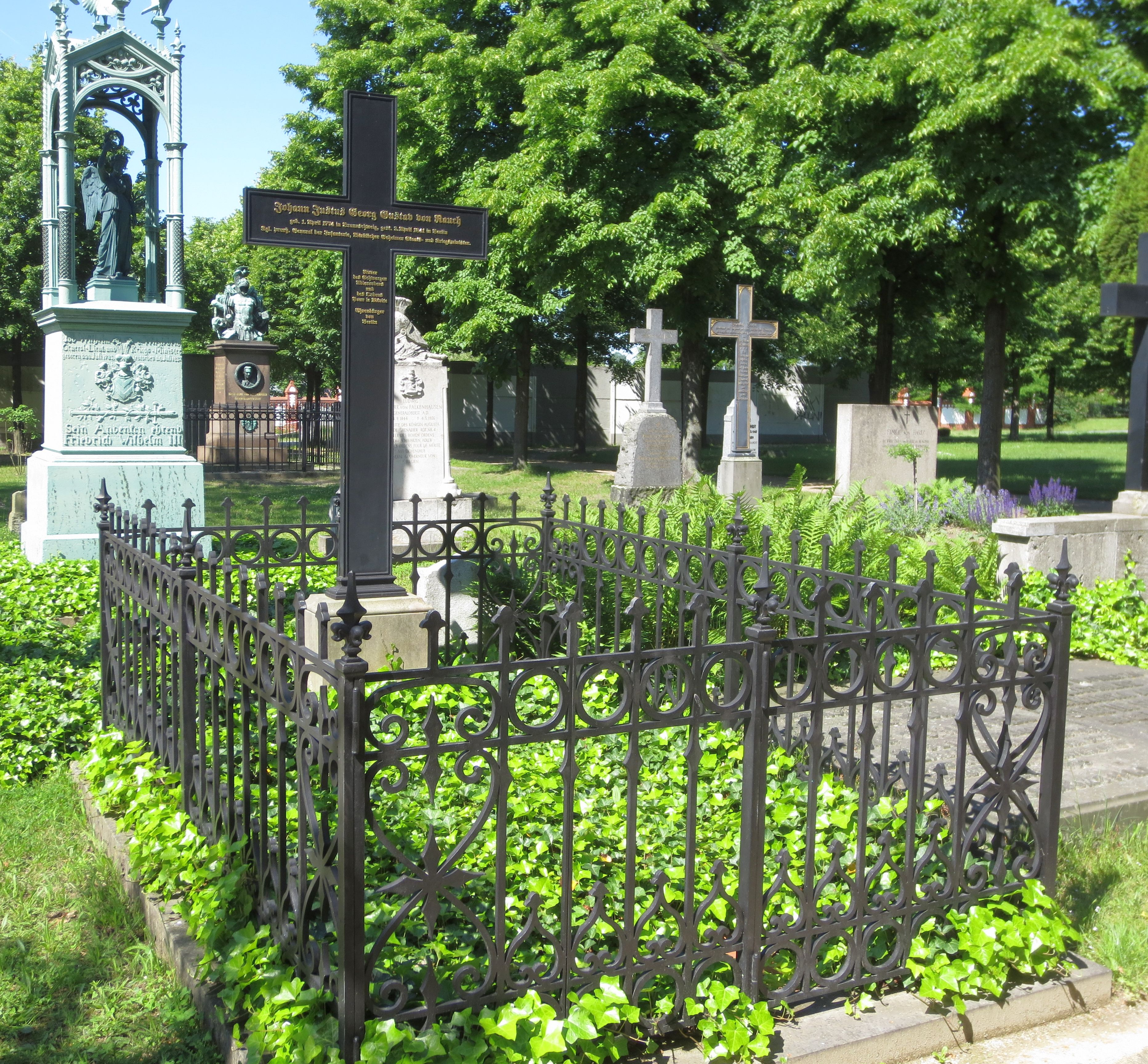
Tumba de Gustav von Rauch en el Cementerio de los Inválidos de Berlín.

La tumba memorial de Gustav von Rauch puede hallarse en el Cementerio de los Inválidos en Berlín (enteramente reconstruida después de la reunificación alemana).

## Matrimonio e hijos
A partir de 1802 Rauch se casó inicialmente con Caroline von Geusau (1780-1867). Después de su divorcio Rosalie von Holtzendorff (1790-1862) se convirtió en su segunda esposa en 1816.
Su primer matrimonio produjo un hijo:
- Adolf von Rauch (1805-1877), Chambelán prusiano de la Princesa Luisa de Prusia, mayor en el regimiento de la Gardes du Corps y presidente de la Sociedad Numismática de Berlín, se casó en 1836 con Therese von Ziegler (1817-1857)

Los hijos de su segundo matrimonio son:
- Gustav Waldemar (1819-1890), General de Caballería prusiano y jefe de la Gendarmería de Estado Real Prusiana, se casó en 1848 con Polyxena von Stéritsch (1823-1859) (de la nobleza rusa)
- Rosalie (1820-1879), dama de compañía de la Princesa Mariana de Prusia, en 1853 se casó con el Príncipe Alberto de Prusia, el hermano más joven del rey Federico Guillermo IV de Prusia y del emperador Guillermo I de Alemania (como su segunda y morganática esposa, nombrada Condesa de Hohenau)
- Fedor (1822-1892), Caballerizo en Jefe de los emperadores alemanes, vicepresidente del Union-Klub en Berlín, se casó en 1856 con la Condesa Elisabeth von Waldersee (1837-1914), dama de compañía de la Gran Duquesa consorte Marie von Mecklenburg-Strelitz
- Albert (1829-1901), general de infantería prusiano y jefe de la Gendarmería de Estado Real Prusiana, se casó en 1866 con Elisabeth von Bismarck (1845-1923)